# Wilhelm Heißenberger
Wilhelm Heißenberger (* 17. Februar 1955 in Unterrabnitz) ist ein österreichischer Politiker (ÖVP). Heißenberger war von 2004 bis 2010 Abgeordneter im Burgenländischen Landtag und bis 31. Oktober 2010 Bürgermeister der Gemeinde Unterrabnitz-Schwendgraben.

## Leben
Heißenberger besuchte nach der Volksschule die Hauptschule und erlernte in der Folge den Beruf des Tischlers, wobei er die Meister- und Werkmeisterprüfung als Tischler ablegte. Zudem legte Heißenberger die Lehramtsprüfung an der Berufspädagogischen Akademie ab. Heißenberger war ab dem 27. Mai 2004 Mitglied des Burgenländischen Landtages, wobei er die ÖVP zuletzt im Umweltausschuss (Obmann-Stellvertreter), Rechtsausschuss (2. Schriftführer), Landeskontrollausschuss und Petitionsausschuss vertrat. Er war zudem ÖVP-Bereichssprecher für Umwelt und Energie und Bezirksobmann Gemeindebund. Nach der Landtagswahl im Burgenland 2010 schied Heißenberger per 24. Juni 2010 aus dem Landtag aus. Er ist Obmann des SC Unterrabnitz und Vorstandsmitglied der Biosolar Wärmeversorgungsgenossenschaft eGen.

### Wahlbetrug
Nachdem die Korruptionsstaatsanwaltschaft Ermittlungen wegen Wahlbetruges eingeleitet hatte gestand Heißenberger im Zuge einer Einvernahme, dass er im Zuge der Landtagswahl im Burgenland 2010 eigenhändig 13 Wahlkarten ausgefüllt hatte, wobei er auch Unterschriften fälschte. Es wird angenommen, dass seine Stimmen auf die Liste Burgenland entfielen. Heißenberger gab an, mit einer Wahlkarte ungültig gestimmt zu haben.
Nach dem Bekanntwerden des Wahlbetruges wurde Heißenberger von den ÖVP-Gemeinderäten in Unterrabnitz das Vertrauen ausgesprochen. Sein Parteikollege Josef Sturm bezeichnete die Berichterstattung über den Wahlbetrug als „himmelschreiende Medienkampagne“. Er selbst kündigte zunächst an vorerst von seinem Amt als Bürgermeister weder zurückzutreten noch es ruhend stellen zu wollen, bevor er dann zum 31. Oktober 2010 doch sein Amt aufgab. Am 30. Juni 2011 wurde er in erster Instanz wegen Amtsmissbrauchs zu sechs Monaten bedingter Haft und einer Geldstrafe verurteilt.